# Homewreckers
Die Homewreckers sind ein Produzententeam bestehend aus Johannes Ehmann, Gregor Pottmeier und Krischan Wesenberg.

## Karriere
1995 erschien unter dem Projektnamen Broccoli Brothers die erste Single Ruhrschnellweg/Catch It auf dem Label Thee Blak Label/Radikal Fear von DJ Felix Da Housecat. Der Titel findet sich auch auf den Mix-CDs von Laurent Garnier („Laboratoire Mix“) und DJ Armando („The Chicago All Stars“). Das Video zu „Ruhrschnellweg“ (Regie: Marcus Vila Richter) wurde als Musikvideo 1999 auf den Internationalen Kurzfilmtagen Oberhausen gezeigt.
1996 folgte die gemeinsam mit Marshall Jefferson und Harrison Crump produzierte EP So Many Tongues (Radikal Fear). 2000 wechselten die Homewreckers zu Groove Attack Productions nach Köln und brachten dort die EPs When The Weekend Comes und Nobody Loves You (When You´re Down And Out) heraus. Der Homewreckers-Remix von They Can´t See Me des Rappers J. Rawls aus Columbus, Ohio wurde ein Clubhit in den USA und ist unter anderem auf der Mix-CD von DJ Dixon Off Limits 3 enthalten.
Das Debüt-Album der Homewreckers, American Ruhr, wurde in einer ehemaligen Trinkhalle im Zentrum von Gelsenkirchen aufgenommen und ist im Oktober 2008 auf Unique Records in Düsseldorf erschienen. Das Coverdesign stammt von Cory Arcangel (NYC), die Linernotes von Kodwo Eshun. 2010 folgte die 12" Not My Business auf dem Pariser Label Circus Company.

## Diskografie

### Alben
- 2008: American Ruhr

### Singles
- 1995: Ruhrschnellweg/Catch It
- 1996: So Many Tongues (mit Harrison Crump und Marshall Jefferson)
- 2000: When The Weekend Comes
- 2001: Nobody Loves You (When You Are Down And Out)
- 2007: It´s About Time
- 2008: Close Your Eyes Til' The Morning
- 2008: American Ruhr
- 2009: Home Wreckers
- 2010: Not My Business

### Remixe
- 2001: J. Rawls - They Can´t See Me
- 2008: N.O.H.A. - Dive In Your Life